# Eptesicus guadeloupensis
Eptesicus guadeloupensis là một loài động vật có vú trong họ Dơi muỗi, bộ Dơi. Loài này được Genoways & Baker mô tả năm 1975.